# Raffaella Carrà
Raffaella Carrà, pseudonimo di Raffaella Maria Roberta Pelloni (Bologna, 18 giugno 1943 – Roma, 5 luglio 2021), è stata una cantante, attrice, ballerina e conduttrice televisiva italiana.

Firma di Raffaella Carrà

Considerata «la regina della televisione italiana», è stata definita «un'icona della cultura pop» in Europa e in America Latina dalla critica italiana e internazionale, e, tra gli anni settanta e ottanta, è diventata una precorritrice del femminismo, della libertà sessuale delle donne nella televisione e nell'industria musicale italiana e spagnola, oltre che una sostenitrice della comunità LGBTQ+.
Nel corso della sua carriera ha pubblicato 25 album in studio (42 contando gli adattamenti in altre lingue) in 46 Paesi del mondo, vendendo oltre 60 milioni di dischi in tutto il mondo ed esordendo in numerose classifiche internazionali, grazie a canzoni come Tanti auguri, Rumore, Pedro, 5353456, Fiesta, Ballo ballo, Caliente Caliente, E salutala per me e A far l'amore comincia tu, eseguite dalla cantante, oltre che in lingua italiana, in inglese, spagnolo, francese, portoghese, tedesco, greco, russo e filippino.
Raffaella Carrà è stata presente nei palinsesti televisivi dalla fine degli anni sessanta fino alla sua morte in Italia, Spagna e America Latina, venendo riconosciuta con dodici Telegatti e due TP de Oro. Dopo un esordio da attrice in Italia, l'artista ha firmato un contratto di recitazione con la 20th Century Fox a Hollywood, recitando anche in film francesi e spagnoli, lavorando con Mario Monicelli, Marcello Mastroianni, Frank Sinatra, Edward Mulhare, Trevor Howard, Jean Marais, James Coburn e Bill Cosby.
Dopo la sua morte, Raffaella Carrà è stata insignita del Premio Sorriso Diverso Venezia alla 78ª Mostra internazionale d'arte cinematografica di Venezia per il suo contributo all'industria musicale e dello spettacolo italiano.
Nel 2024, con il remix del brano Pedro, Raffaella Carrà è stata la prima donna italiana ad entrare nella top 50 generale di Spotify.

## Biografia

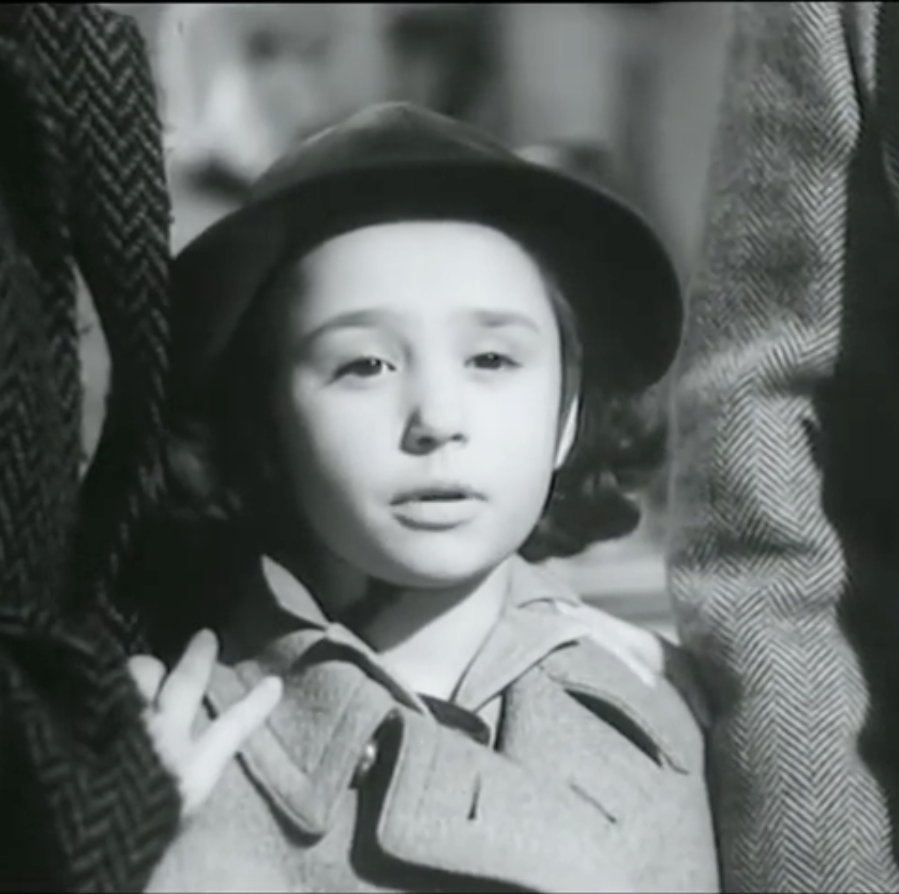
Raffaella Carrà a 8 anni in Tormento del passato di Mario Bonnard (1952)

Raffaella Carrà nacque il 18 giugno 1943 a Bologna, figlia primogenita di Raffaele Pelloni, bellariese benestante proprietario di un'azienda agricola, e Angela Iris Dell'Utri, di origini siciliane (Caltanissetta), che gestiva, insieme alla nonna di Raffaella, il Caffè Centrale a Bellaria. Aveva anche un fratello, Enzo (1945-2001), che la rese zia di due nipoti.
I genitori si separarono due anni dopo le nozze e la piccola Raffaella passò gran parte della sua infanzia tra Bologna, dove studiava, e Bellaria. A soli otto anni lasciò l'Emilia-Romagna per proseguire gli studi direttamente a Roma, inizialmente presso l'Accademia nazionale di danza, fondata dalla ballerina russa Jia Ruskaja, dove rimarrà fino ai quattordici anni, abbandonandola dopo essere stata scoraggiata dalla stessa Ruskaja, e successivamente al Centro sperimentale di cinematografia.

## Carriera

### Anni 1950 e 1960: gli esordi

Raffaella Carrà in un piccolo ruolo nel film I compagni di Mario Monicelli (1963)

La carriera cinematografica di Raffaella Carrà iniziò molto presto, agli inizi degli anni cinquanta, partecipando a soli otto anni al film di Mario Bonnard Tormento del passato (1952), un melodramma strappalacrime nel quale interpretò il personaggio infantile di Graziella. Tra il 1958 e il 1959 prese parte, con piccoli ruoli, ad altri tre film.
Nel 1960 conseguì il diploma al Centro sperimentale di cinematografia; nello stesso anno, prese parte ai film La lunga notte del '43 di Florestano Vancini e Il peccato degli anni verdi di Leopoldo Trieste. Contemporaneamente, iniziò anche il teatro, scritturata dalla compagnia Carli-Pilotto. Dopo un passaggio alla radio, dove, su mandato di Luciano Rispoli, aveva realizzato e condotto la rubrica Raffaella col microfono a tracolla, a metà 1962, il regista Stefano De Stefani la scelse come valletta di Lelio Luttazzi per il programma Il paroliere questo sconosciuto.

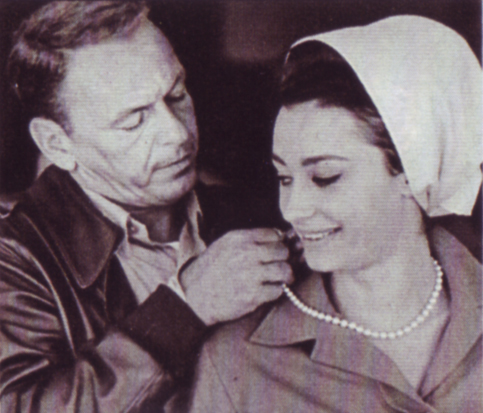
Raffaella Carrà assieme a Frank Sinatra sul set de Il colonnello Von Ryan di Mark Robson (1965)

Nel 1960 sostenne anche un provino per il ruolo di Rosetta (la figlia della protagonista Cesira, interpretata da Sophia Loren) per il film La ciociara di Vittorio De Sica, ma venne scartata in quanto ritenuta troppo matura per quella parte (poi affidata all'attrice italo-americana Eleonora Brown). Nel 1962 prese parte al film comico 5 marines per 100 ragazze di Mario Mattoli, insieme a Ugo Tognazzi, Raimondo Vianello, Franco Franchi, Ciccio Ingrassia, Little Tony e Virna Lisi. Sempre nel 1962 recitò una piccola parte in L'ombra di Zorro, nel ruolo di Carmela, una melomane che passava il tempo accanto al pianoforte del saloon.
Partecipò quindi ad altri film, tra i quali I compagni (1963) di Mario Monicelli e l'hollywoodiano Il colonnello Von Ryan (1965) di Mark Robson, nel quale recitò con Frank Sinatra. Nel 1964 recitò nello sceneggiato televisivo La figlia dell'oca bianca scritto da Edoardo Anton per la rubrica Rai Vivere insieme, diretta da Ugo Sciascia. Nel 1965 recitò la parte di Costanza De Mauriac nello sceneggiato televisivo Scaramouche, con Domenico Modugno. Negli anni sessanta le cronache rosa si occuparono spesso di lei per la relazione con il calciatore della Juventus Gino Stacchini, durata otto anni.
Il 3 marzo 1967 andò in onda sul Programma Nazionale Tutto per bene, il film per la TV tratto dall'omonimo romanzo di Pirandello. Nel gennaio 1968 condusse uno speciale in onda sul Secondo Programma, intitolato Tempo di Samba. A giugno, partecipò allo sceneggiato Rai Processo di Famiglia, di Diego Fabbri e, sul finire dell'anno successivo, fu presente nello sceneggiato Il sorriso della Gioconda.

#### Il cambio di cognome
Nella prima metà degli anni sessanta le viene dato lo pseudonimo Carrà, consigliatole dal regista Dante Guardamagna, il quale, appassionato di pittura, associa il suo vero nome, Raffaella, che ricorda il pittore Raffaello Sanzio, al cognome del pittore Carlo Carrà. Tuttavia, Raffaella non riesce a ottenere molto successo (in termini di popolarità) come attrice, tant'è che, all'inizio degli anni settanta, a seguito del successo ottenuto come showgirl in televisione, decide di abbandonare la recitazione (salvo alcune sporadiche e isolate esperienze successive in alcuni film e sceneggiati TV), e di concentrarsi sulla carriera di presentatrice televisiva, soubrette e cantante, con la quale invece otterrà successo e fama internazionale.

### Anni 1970: daCanzonissimaal successo all’estero

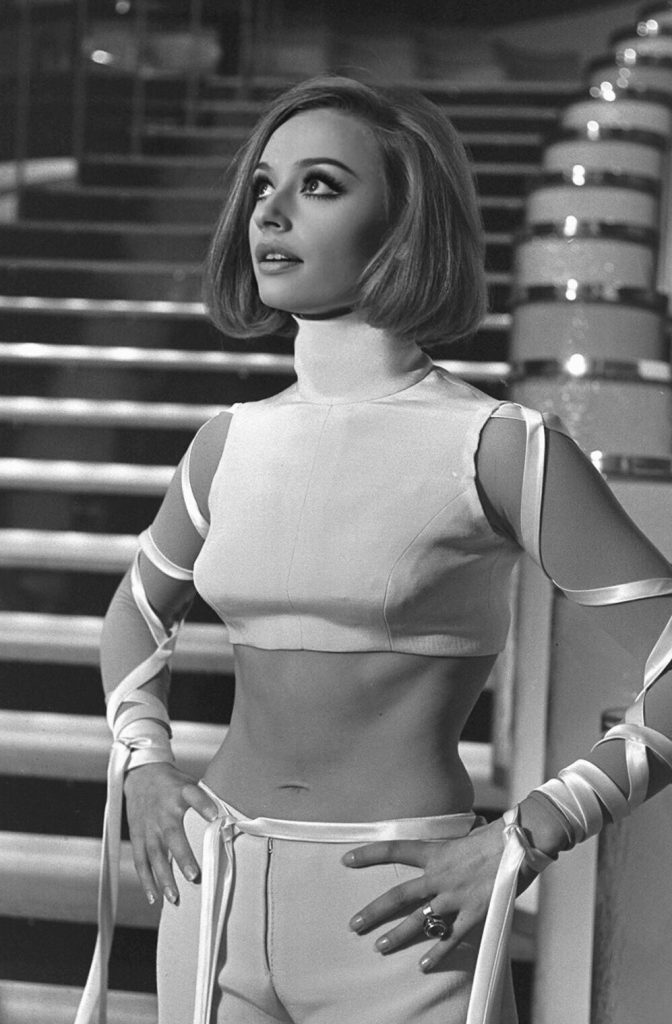
La Carrà a Canzonissima (1970)

Nella stagione 1969-1970 arriva il successo televisivo, nello spettacolo Io, Agata e tu (con Nino Taranto e Nino Ferrer), in cui la Carrà lancia un nuovo stile di showgirl, scattante e moderna.
In autunno è al fianco di Corrado in Canzonissima, dove diede scandalo per l'ombelico scoperto mostrato nella sigla d'apertura Ma che musica maestro!, che raggiunse le vette delle classifiche, vendendo 200 000 copie. Gli indici di gradimento e di ascolto toccano livelli inaspettati, consacrando Raffaella come la nuova stella dello spettacolo italiano. Visti i soddisfacenti esiti dell'anno precedente, la Rai decide di riconfermare la stessa coppia di conduttori anche per la nuova edizione del programma. Infatti nel 1971 è di nuovo a Canzonissima, dove vede entrare in classifica tre singoli: la sigla Chissà se va, Maga Maghella (destinata al pubblico infantile) e il celebre Tuca tuca, con annesso balletto. Quest'ultimo, dalla terza puntata del programma, venne censurato dalla Rai per via della coreografia giudicata troppo audace e provocatoria. Dopo l'esibizione insieme con Alberto Sordi, il ballo supera le censure e le polemiche iniziali, diventando un autentico fenomeno popolare. È dello stesso anno il primo album pubblicato dalla cantante, Raffaella, pubblicato sull'onda del grande successo di Canzonissima 1970 e di quello personale della vedette. Nello stesso anno pubblica un altro album di successo, Raffaella Carrà, contenente anche il brano Borriquito, primo successo sul mercato latino. 
Sempre nel 1971 partecipa accanto a Georges Descrières all'episodio intitolato La donna dai due sorrisi, nella serie televisiva di produzione francese Arsenio Lupin, prodotta dal 1971 al 1974.

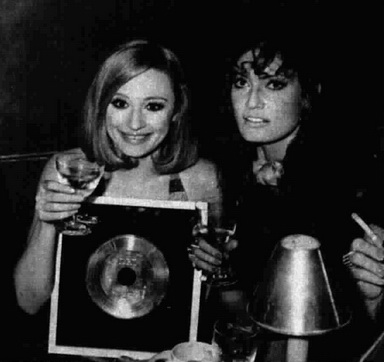
Raffaella Carrà (a sinistra) e Marisa Mell nel 1972

Nel 1972 pubblica il suo primo album dal vivo Raffaella... Senzarespiro (ultimo album per la RCA), un album creato costruendo la scaletta della sua prima tournée che intraprese nelle piazze italiane Senzarespiro. In quello stesso anno, viene premiata con il suo primo disco d'oro per il milione di singoli venduti, di cui 450 000 copie del solo Chissà se va.
Nel 1973, cambiò casa discografica e passò alla CGD, per questa prima etichetta la cantante pubblica l'album Scatola a sorpresa. Oltre alla versione normale del 33 giri, venne pubblicato anche un BOX con dei giochi da tavolo con vari gadget sulla cantante.
Segue, nel 1974, Milleluci, presentato al fianco di Mina, (ultimo varietà al quale parteciperà quest'ultima poco prima del ritiro definitivo dalle scene) che ottiene un grande successo di pubblico, affermando definitivamente Raffaella come showgirl a tutto tondo.
Sull'onda del grande successo della trasmissione, pubblica l'album Milleluci, composto prevalentemente da cover. Nello stesso anno presenta la sua terza Canzonissima, questa volta condotta in solitaria, dove inoltre duetta con Topo Gigio nel brano dedicato ai bambini Strapazzami di coccole. Nello stesso anno pubblica l'album Felicità tà tà, contenente oltre al brano omonimo, sigla della sua terza Canzonissima, uno dei suoi maggiori successi, il brano disco-music Rumore. L'album riscuote un ottimo successo in Italia, dove si aggiudica il disco di platino, e buoni riscontri anche all'estero, aggiudicandosi diversi dischi d'oro.
Dopo il successo di Canzonissima, intraprese la sua seconda tournée nelle piazze e nei locali in Italia e in Europa Show Raffa 75.
Tra il 1975 e il 1980 si fa conoscere in Spagna, e il successo delle sue canzoni porta la TVE a offrirle nel 1976 una monografia, La hora de Raffaella Carrà (puntata della serie La hora de…), grazie alla quale divenne popolare presso il pubblico iberico.

La Carrà (a sinistra) e Mina in Milleluci (1974)

In questi anni Raffaella si concentra maggiormente sulla sua carriera di cantante, ottenendo consensi in Spagna, Germania, Francia, Olanda, Belgio, Regno Unito, Grecia, Turchia, Canada e in particolare nei Paesi dell'America Latina, diventando un vero e proprio fenomeno di esportazione della musica italiana nel mondo. Uno dei successi più clamorosi è il brano A far l'amore comincia tu, che riesce a toccare, nella sua versione inglese, il nono posto della classifica dei singoli più venduti nel Regno Unito ottenendo diversi dischi d'oro e platino in tutto il mondo.
Nel 1976 incide l'album Forte forte forte, pubblicato in 36 Paesi del mondo, aggiudicandosi in Spagna, Regno Unito e Germania vari dischi d'oro, mentre in Italia ben due dischi di platino, rappresentando uno dei lavori discografici di maggior successo della cantante, anche a livello qualitativo. La rivista statunitense Billboard scrisse nel suo numero del 24 dicembre 1977 che secondo la CBS l'abum era tra gli album più venduti della compagnia nel mese precedente. Il singolo 5353456 fu certificato disco d'oro dalla Music Canada per le 75 000 copie vendute.
Nello stesso anno intraprese la tournée Forte Forte Forte Show in Italia e all'estero che durò diversi anni.
L'anno successivo è la volta di Fiesta, l'album, dai suoni prettamente eurodisco, che contiene Fiesta, una delle canzoni "simbolo" della soubrette. Raffaella Carra è stata nominata per i Canadian Disco Awards per questo album, in quanto uno dei dischi più venduti in Canada in quel periodo.
Nel 1978 rientrò in Italia, dopo numerose tournée all'estero, per presentare il varietà del sabato sera Ma che sera, nel quale presentava, cantava e ballava affiancata da Paolo Panelli, Bice Valori, Alighiero Noschese e Giorgio Bracardi, animatori degli spazi comici del programma. Particolarmente ricordata è la sigla iniziale, Tanti auguri, in cui Raffaella cantava un inno all'amore libero e spensierato, con il ritornello divenuto in poco tempo celeberrimo (Come è bello far l'amore da Trieste in giù), il cui video venne girato all'interno del parco a tema dell'Italia in miniatura di Rimini; Il programma però, fu oggetto di controversie e polemiche, perché trasmesso nei difficili e tragici giorni del sequestro di Aldo Moro. Tanti Auguri diventò subito un altro successo internazionale (anche grazie alla sua versione spagnola Hay Que Venir Al Sur) e venne inserito nell'album Raffaella, che riscosse un altro importante successo di pubblico. L'album ottenne la campagna pubblicitaria internazionale più grande che la CBS (la sua casa discografica, tra le più importantial mondo) fece prima di allora, divenne uno degli album più esportati della cantante e raggiunse il 42º posto dei dischi più venduti dell'anno. 
Dopo le registrazioni di Ma che sera, intraprese la tournée Raffaella Carrà Show che portò in 30 nazioni del mondo.
Nel 1979 fu la volta di un altro successo discografico con l'album Applauso, il quale portava le firme, oltre a quelle di Gianni Boncompagni, anche dei giovani esordienti De Sanctis e Musso. L'album raggiunse il 75º posto tra i più venduti dello stesso anno. 
Nello stesso anno intraprese la sua quinta tournée Applauso per la prima volta senza date in Italia ma fu attuato in 11 nazioni del mondo.
Dopo il successo riscosso l'anno precedente in Giappone con la canzone California, Raffaella, rappresentò l'Italia al Tokyo Music Festival con la canzone Drin Drin raggiungendo la seconda posizione e venendo premiata con il premio d'argento.

### Anni 1980:Pronto, Raffaella?e il breve passaggio a Mediaset

La Carrà insieme a Corrado in Fantastico 3 (1982)

Nel 1980 Raffaella è sul set del film Barbara, girato in Argentina e distribuito per il mercato sudamericano (ma non in Italia dove è tutt'oggi ancora inedito), diretto da Gino Landi. Nello stesso anno incide l'album Mi spendo tutto contenente la hit Pedro, uno dei brani più conosciuti della cantante, e Ratatataplan, ispirato nel titolo dall'omonimo film di Maurizio Nichetti. Nel 1981 presenta Millemilioni, che rappresenta il primo esperimento di cooperazione televisiva internazionale: cinque speciali, ognuno dei quali girato in una diversa capitale: Buenos Aires, Città del Messico, Londra, Roma e Mosca. Il programma ebbe una media di circa 10 milioni di telespettatori.
All'inizio dello stesso anno iniziò la tournée Carrà Año 2000, ma dopo la pubblicazione dell'album Raffaella Carrà sempre nel 1981 iniziò la tournée The Raffaella Carrà Show con le caratteristiche di quest'ultimo album.
Nel 1982 torna ad affiancare Corrado presentando Fantastico 3, con Gigi Sabani e Renato Zero, con una media di 25 milioni di spettatori. Ne canta anche la sigla d'apertura, la celebre Ballo ballo, canzone che sarà anche al centro di alcune controversie, in quanto accusata da alcuni di essere un plagio del brano Eleanor Rigby dei Beatles. Sull'onda del grande successo della trasmissione viene pubblicato il disco Raffaella Carrà 82, arrangiato e composto, tra gli altri, da Franco Bracardi e Danilo Vaona, e che vede tra gli autori, oltre a Gianni Boncompagni e Gianni Belfiore, anche Giancarlo Magalli. Sempre nel 1982, è ospite d'onore del Festival di Viña del Mar in Cile.
Nell'estate dello stesso anno intraprese la sua ultima tournée, il Fantastico Show durata fino all'inizio del 1983.
A febbraio del 1983, in seguito al successo di Fantastico 3, la Carrà viene invitata a esibirsi per la prima volta come super ospite al Festival di Sanremo 1983. Soli sulla luna e Ahi, scritti da Valsiglio, Pace e Depsa, sono brani incisi appositamente per l'occasione, registrati - come dichiara lei stessa - "in fretta e furia".

Dal 1983 al 1985 presenta su Rai 1 Pronto, Raffaella?, il primo programma di mezzogiorno della Rai che segna la sua definitiva affermazione come conduttrice, mettendo in risalto non solo le sue qualità di soubrette, ma anche di intrattenitrice e padrona di casa, capace di relazionarsi con uguale empatia sia agli ospiti illustri sia ai telespettatori che telefonano per partecipare ai giochi del programma. Nel programma lavora per la prima volta con Gianni Boncompagni (che ne cura la regia e ne è autore assieme a Giancarlo Magalli), in concorrenza diretta con Il pranzo è servito del suo amico Corrado con il quale condurrà poi anche un'edizione dei Telegatti nel 1991. Al centro della trasmissione vi era l'interazione con il pubblico in diretta attraverso vari giochi telefonici: uno di questi, il gioco dei fagioli (nel quale il concorrente di turno doveva indovinare quanti fagioli erano contenuti in un grande barattolo di vetro) ha contribuito a far entrare la trasmissione nell'immaginario collettivo del pubblico. La risposta di Rai 1 ottiene da subito un grosso successo di pubblico, raggiungendo in poco tempo risultati d'ascolto molto elevati con 4 500 000 spettatori di media e punte di 9 milioni di contatti. Nel giro di breve tempo la trasmissione divenne oggetto di studio delle televisioni brasiliana, argentina, tedesca e francese che ne copiarono il format. Anche in questa trasmissione, Raffaella interpretò la sigla del programma: Fatalità e Qué dolor nella prima edizione, Dolce far niente e Bolero nella seconda.

La Carrà al telefono in Pronto, Raffaella? (1983)

Il successo di Pronto, Raffaella? le fa vincere nel 1984 il titolo di "Personaggio televisivo femminile a livello europeo", consegnato dall'European TV Magazines Association. Nel 1984 firma un contratto milionario per la durata di due anni con la ditta di cucine Scavolini, con lo slogan "la più amata dagli Italiani". Sempre nel 1984, il rinnovo del contratto di lavoro con la Rai è al centro di un'accesa controversia con l'allora Presidente del Consiglio Bettino Craxi, che definisce "immorale e scandalosa" la cifra che la conduttrice avrebbe guadagnato per un'esclusiva di due anni (6 miliardi di lire di allora). Di questi anni sono gli album di successo Fatalità (1983) e Bolero (1984). Tra il 1985 e il 1986 Raffaella Carrà è inviata del settimanale Radiocorriere TV, per Gli incontri di Raffaella, in cui intervista personalità politiche e dello spettacolo.
Nella stagione televisiva 1985-1986 conduce il supershow Buonasera Raffaella (versione di prima serata di Pronto, Raffaella?); le prime dieci puntate del programma vanno in onda da Roma, mentre per le ultime cinque la Carrà si trasferisce negli studi della Rai Corporation di New York (ora dismessi) e, grazie a Rai International, diventano visibili in tutto il Nord e Sud America. Raffaella, inoltre, intervista e duetta con ospiti illustri come Henry Kissinger, Joe Cocker, Riccardo Cocciante, Patty Pravo, Stevie Wonder, Ginger Rogers e Sammy Davis Jr. e canta le sigle Fidati!, Bellissimo e Bacio. Tutte e tre le sigle della trasmissione sono contenute nell'album Fidati!, uscito nello stesso anno. Il programma pone la soubrette nuovamente al centro delle polemiche a causa degli alti costi di produzione, in particolare per le puntate trasmesse via satellite dagli Stati Uniti. Tuttavia, la trasmissione ottiene grande successo, tanto da suscitare l'interesse anche delle televisioni americane che invitano Raffaella nei talk show più famosi dell'epoca, intervistata da Johnny Carson e David Letterman.
Nella stagione successiva conduce Domenica in, cantandone sia la sigla d'apertura, Curiosità (una delle prime sigle della televisione italiana a essere realizzata attraverso grafiche elaborate al computer), che la sigla di chiusura, Casa dolce casa. Proprio a Domenica in, a novembre, la Carrà reagisce a un articolo pubblicato dal settimanale scandalistico Novella 2000, minacciando un'azione legale nei confronti del giornale, che l'aveva accusata di trascurare la madre morente. La mamma della Carrà infatti muore nel 1987 e la conduttrice le rende omaggio proprio durante un'altra puntata del programma, dedicandole il brano I Thank You Life.
Nel 1987 passa alla Fininvest, con un contratto miliardario della durata di due anni. La prima apparizione su Canale 5 della Carrà risale al 27 dicembre 1987: in seconda serata va in onda uno speciale dal titolo Benvenuta Raffaella, con il "dietro le quinte" e video dalle prove del suo nuovo show, nonché interviste con la Carrà e il compagno Sergio Japino, regista e coreografo della trasmissione. Il programma in questione, intitolato Raffaella Carrà Show, inizia il 9 gennaio 1988, seguito l'anno successivo da Il principe azzurro, il secondo e ultimo programma condotto dalla Carrà per Canale 5. Entrambi i programmi non ottengono però grossi risultati in termini di ascolto e sembrano appannare la sua popolarità.

### Anni '90: il ritorno in Rai, gli anni in Spagna e il successo diCarràmba

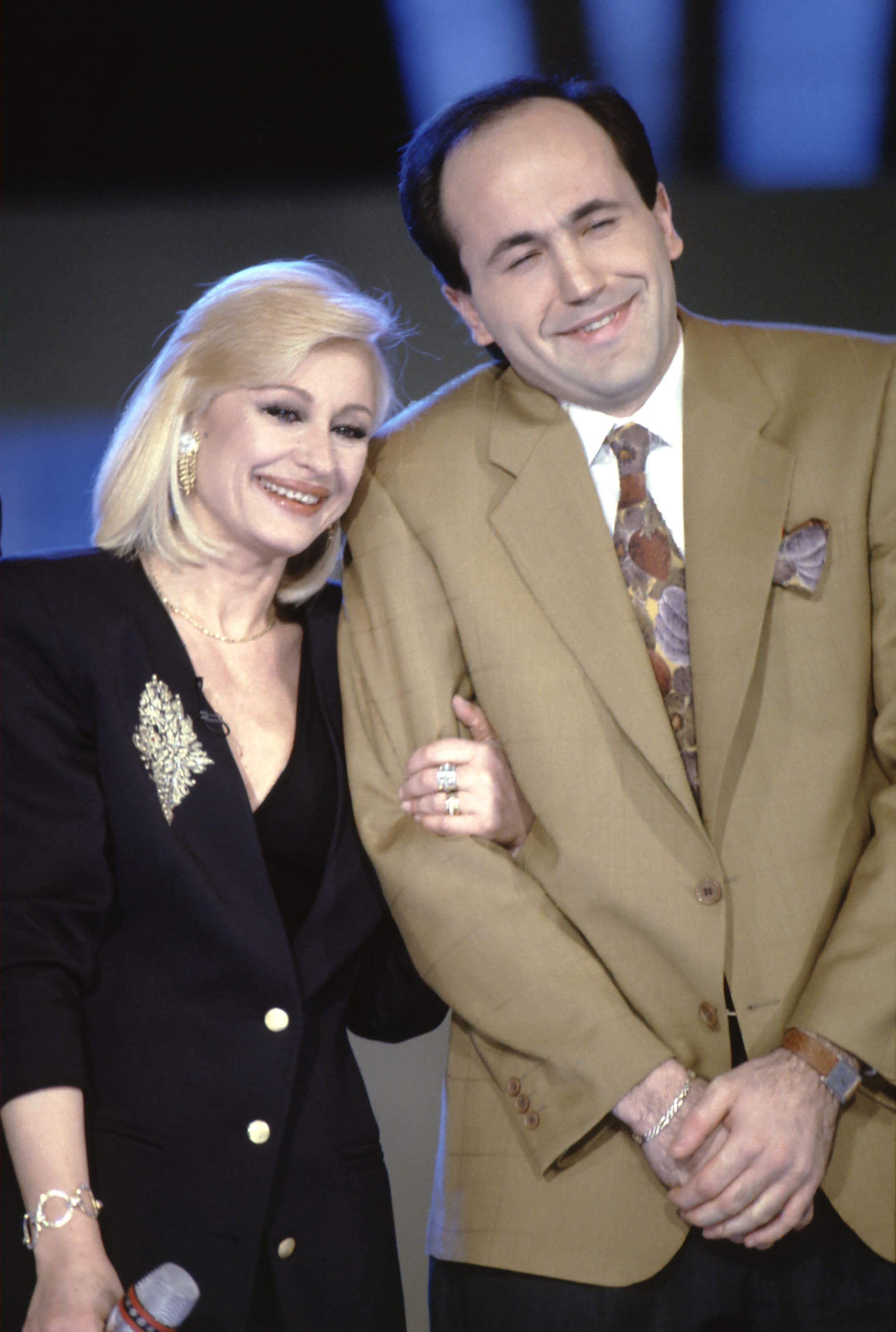
Raffaella Carrà e Carlo Frisi in Ricomincio da due (1990)

Dopo il periodo passato alla Fininvest, dai primi di gennaio del 1990, Raffaella Carrà torna in Rai con un nuovo programma: Raffaella Venerdì, Sabato e Domenica... E saranno famosi, in onda il venerdì in prima serata e il sabato e la domenica dalle 12:00. La trasmissione ha un seguito intitolato Ricomincio da due, in onda, stavolta, solo il sabato e la domenica in orario di pranzo. Entrambi i programmi vanno in onda su Rai 2 e ottengono ottimi indici di ascolto, che la riportarono al successo. Nel maggio del 1991, poche settimane dal termine della sua trasmissione, Raffaella torna brevemente su Canale 5 per condurre un'edizione dei Telegatti con Corrado, ultimo ospite della trasmissione della Carrà.
Nel giugno del 1990, con Gigi Sabani, conduce Cuando Calienta el sol, programma televisivo in due puntate in onda dall'Italia e dalla Spagna. Nel 1991, assieme a Johnny Dorelli, conduce il varietà del sabato sera di Rai 1, Fantastico 12, che, pur essendo ricordato per l'ospitata di Roberto Benigni del 19 ottobre, che aveva simulato un amplesso con la conduttrice, fino a cinturarla, per poi cimentarsi in una elencazione dei vari modi di pronunciare gli organi genitali maschile e femminile, otterrà indici d'ascolto inferiori alle aspettative.
Dal 1992 al 1995 torna in Spagna, prima due anni su TVE 1, conducendo tre edizioni di ¡Hola Raffaella!, premiato con tre TP de oro, equivalente iberico del Telegatto, e il preserale A las 8 con Raffaella, che la consacrano definitivamente nel Paese (in seguito la TVE richiamerà sovente Raffaella per alcuni eventi di un giorno, come i festeggiamenti del Capodanno del 1998). Successivamente, nella stagione 1994-95, passa all'emittente spagnola della Fininvest, ovvero Telecinco, con il programma pomeridiano En casa con Raffaella (vero e proprio remake spagnolo di Pronto, Raffaella?), che ottiene grande successo, tanto che al termine della stagione Telecinco offrì alla presentatrice un nuovo contratto di esclusiva di due anni, che però lei rifiuta per tornare in Italia.

Raffaella Carrà alle prese con Roberto Benigni nel corso della famosa ospitata di quest'ultimo a Fantastico 12 (1991)

Alla fine del 1995 infatti torna su Rai 1 con Carràmba! che sorpresa. Nel programma, inventato insieme a Sergio Japino e l'allora direttore di rete Brando Giordani (prendendo ispirazione dal format britannico Surprise surprise!) Raffaella coinvolge in diretta gli ospiti e il pubblico in sala in sorprese e incontri inaspettati con persone care (parenti, amici) che non hanno visto per molto tempo, architettati insieme con un complice. Ciò è alternato a momenti di spettacolo attraverso la presenza di vari ospiti, tra i quali Adriano Celentano, Madonna, Britney Spears e Robbie Williams. Il programma, già dalla prima edizione, segna il record di ascolti con una media di 10 000 000 di telespettatori, che furono riconfermati anche nelle successive edizioni. Nel 1998 alla trasmissione viene affidato il compito di risollevare le sorti della Lotteria Italia (a cui era stato abbinato già nel 1996), si decide quindi di cambiare il nome in Carràmba! che fortuna. La trasmissione riesce a riscuotere un successo ancora maggiore rispetto alle precedenti edizioni, raggiungendo picchi del 66% di share con 14 milioni di telespettatori. Nel 1996, 1998 e 1999, in contemporanea con Carràmba!, conduce anche tre strisce quotidiane legate al varietà: 40 minuti con Raffaella, Centoventitré e I Fantastici di Raffaella.

Raffaella Carrà ospita Michael Schumacher durante la quinta edizione di Carràmba! Che fortuna (1999)

Rifiuta la conduzione del Festival di Sanremo 1997, con Piero Chiambretti, lasciando il posto a Mike Bongiorno e Valeria Marini (come raccontò proprio Chiambretti in un'intervista del 2018). Nel 1997 partecipa inoltre da protagonista a una miniserie in quattro puntate della Rai intitolata Mamma per caso, diretta da Sergio Martino, nella quale interpreta il ruolo di una giornalista single, affiancata da Ray Lovelock, Jean Sorel, Maurizio Crozza e Carla Signoris, e trasmessa in prima serata su Rai 1.

### Anni 2000: il Festival di Sanremo e il ritorno diCarràmba
Nel 2000 presenta per la seconda volta su Canale 5 il Gran Premio Internazionale dello Spettacolo assieme a Paolo Bonolis (condurrà l'evento di nuovo nel 2004 assieme a Gerry Scotti, esibendosi con Loretta Goggi).
Nel 2001, affiancata da Piero Chiambretti, Enrico Papi, Megan Gale e Massimo Ceccherini, presenta la 51ª edizione del Festival di Sanremo, edizione che non riscosse grande successo. Questa è al centro di non poche polemiche, sia sul piano televisivo sia sul piano della conduzione.

Raffaella Carrà sul palco del Festival di Sanremo 2001, mentre scherza con la futura vincitrice dell'edizione, Elisa

Dopo una pausa lunga circa un anno dall'esperienza poco felice del Festival, dal 24 gennaio 2002 torna in prima serata su Rai 1 con la quarta edizione di Carràmba! che sorpresa. Nel 2004 conduce il programma Sogni, nel quale, rivisitando Carràmba! che sorpresa, si concentra sulla possibilità di realizzare i sogni degli italiani. Nel 2006 è la volta di Amore, replica di un esperimento riuscito alla TVE (Contigo), dedicato alle adozioni a distanza. L'obiettivo era quello di raccogliere tramite un centralino le adesioni di quanti volevano aiutare i bambini dei paesi più poveri del mondo con un sostegno a distanza, arrivando infine a ottenerne circa 130 000.
Nello stesso anno l'attore Fabio Canino, coadiuvato da Roberto Mancinelli, le dedica un libro pubblicato da Sperling & Kupfer: il RAFFAbook, sorta di circo di una lunga carriera dedicato alla show-girl. Allo stesso modo, una puntata di La storia siamo noi è dedicata a lei. Sempre nel 2006 Tiziano Ferro pubblica nell'album Nessuno è solo la canzone E Raffaella è mia, dedicata alla Carrà, che partecipa al videoclip del brano, mentre la cantante spagnola Roser incide l'album Raffaella, tributo con i maggiori successi della Carrà cantati in spagnolo. In seguito partecipa, insieme con Robbie Williams, al programma di Diego Armando Maradona La noche del 10.
Il 30 novembre 2007 esce Raffica Carrà, due CD e un DVD in cui sono raccolte le sigle cantate e ballate da Raffaella durante tutta la carriera, che raggiunge in Italia la posizione numero 15 nella classifica FIMI, vendendo più di 50 000 copie.
Nel 2008 la TVE la chiama per tre programmi legati all'Eurovision Song Contest. Il primo è la selezione nazionale in onda l'8 marzo, Salvemos Eurovisión, in cui gli spettatori, attraverso televoto e SMS, scelgono la canzone tra dieci scelte dagli utenti di Myspace da portare all'edizione di quell'anno della kermesse europea svoltasi a maggio a Belgrado.

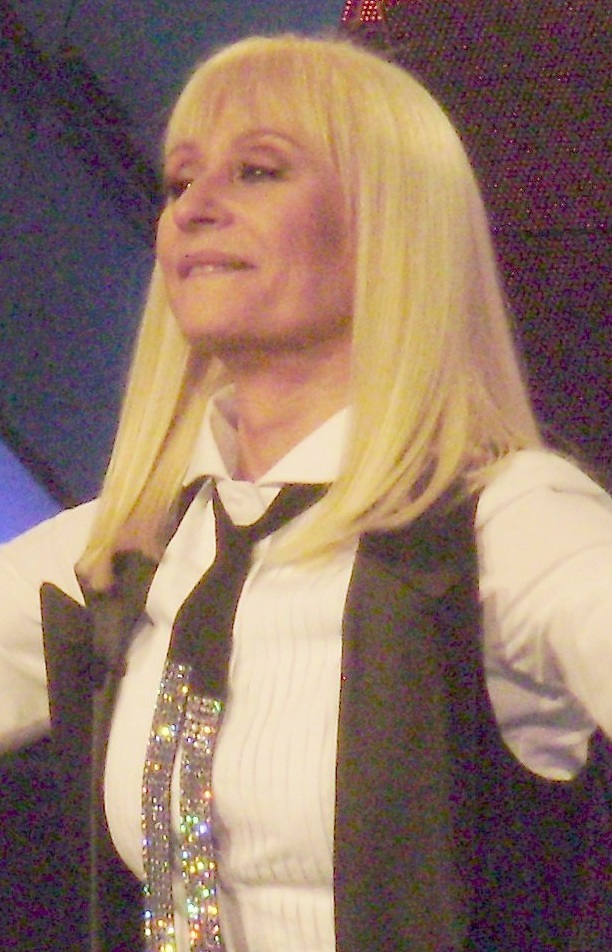
Raffaella durante l'ottava e ultima edizione di Carràmba! (2008)

Dopo tale impegno, torna su Rai 1 per riproporre Carràmba! Che fortuna (dove, memore del recente impegno per la TVE, inserisce come ospiti alcuni cantanti dell'ESC 2008) premiata ancora dall'Auditel, con una media di 5 000 000 di telespettatori; inoltre il bilancio di questa nuova edizione legata alla Lotteria Italia è molto positivo rispetto agli anni precedenti: infatti vengono venduti oltre 18 milioni di tagliandi (+25,5% rispetto al 2007); Raffaella Carrà è la conduttrice ad aver condotto più programmi abbinati alla Lotteria Italia, ben dieci: Canzonissima, Fantastico, Carràmba! Che sorpresa e Carràmba! Che fortuna; globalmente, in cinque edizioni di Carràmba, ha venduto oltre 125 000 000 di tagliandi.
Successivamente torna in Spagna per condurre una puntata della versione iberica del Saturday Night Live su Cuatro.
Sempre nel 2008 viene pubblicato il libro Mito in tre minuti di Antimo Verde, biografia artistica basata su un lavoro di ricerca. Il 7 novembre esce anche Raffica - Balletti & Duetti, un secondo cofanetto di due CD e un DVD con una selezione delle esibizioni televisive della Carrà, fra le quali duetti con Mina in Milleluci, il celebre Tuca Tuca con Alberto Sordi a Canzonissima 1971, Money Money con Loretta Goggi a Fantastico 12 e i balletti di Millemilioni, registrati in esterna in varie città del mondo, che raggiunge in Italia la posizione numero 66 nella classifica FIMI e la posizione numero 2 tra i DVD musicali più venduti.
Nello stesso anno, per Rai 3, la Carrà è autrice de Il Gran Concerto, dove l'Orchestra Sinfonica Nazionale della Rai presenta brani di musica classica e operistica per una platea di 700 bambini e ragazzi, al fine di far scoprire loro la musica classica; a condurlo è Alessandro Greco e la regia è di Sergio Japino.

### Anni 2010: gli ultimi programmi
Dal 2010 è testimonial della Danone e fino al 2012 gira diversi spot pubblicitari in onda su varie reti nazionali. Il 7 agosto, a Rimini, durante il Festival Milleluci a lei dedicato, circa 500 coppie ballano il Tuca Tuca, balletto che compie 40 anni (ballato per la prima volta con Enzo Paolo Turchi durante Canzonissima 1971-72) ed entra nel Guinness World Records. Nel 2010 duettò con Renato Zero nel suo album Sei Zero, la canzone Triangolo. I due si esibiscono anche in una tappa del concerto di Zero, il 5 ottobre del medesimo anno. Nel 2011, dopo 13 anni di assenza, l'Italia torna a partecipare all'Eurovision Song Contest: la Rai sceglie la Carrà per condurre e commentare dall'Italia la serata finale della manifestazione, oltre che presentare i voti assegnati da giuria e televoto. 

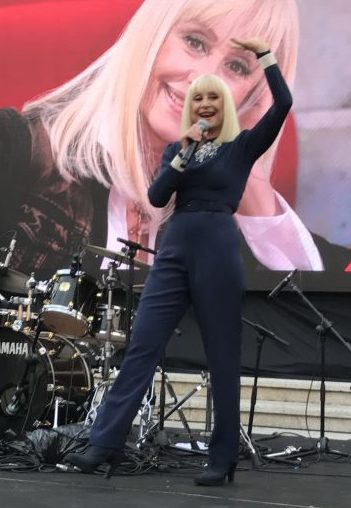
La Carrà a Madrid nel 2017

Nell'estate 2011 esce il remix di un suo storico brano musicale, A far l'amore comincia tu, che diviene così Far l'amore, realizzato dal noto DJ francese Bob Sinclar, suo partner nella conduzione della finale dell'Eurovision 2011, che la vuole al suo fianco nella realizzazione del brano (e del relativo videoclip), che si rivela un rinnovato successo internazionale; tale remix sarò in seguito inserito da Paolo Sorrentino nella colonna sonora del suo film La grande bellezza; il film, uscito nel 2013, viene premiato l'anno successivo con l'Oscar al miglior film in lingua straniera.
In seguito, assieme a Neri Marcorè, fa da testimonial ad alcuni spot della TIM, interpretando la regina Isabella di Castiglia. Nell'ottobre 2011, per il quarto anno consecutivo, è nuovamente autrice del programma televisivo di Rai 3 Il Gran Concerto, condotto da Alessandro Greco.
Nel giugno 2012 partecipa al Concerto per l'Emilia a sostegno delle popolazioni colpite dal terremoto del 20 e del 29 maggio 2012, in cui canta un suo successo, Rumore. Nello stesso anno le viene assegnato il Premio Alberto Sordi. Nel gennaio 2013, Raffaella sarebbe dovuta tornare, dopo dieci anni, a condurre il varietà del sabato sera di Rai 1: il programma, dal titolo provvisorio Auditorium, avrebbe dovuto sfidare il talent-show di Canale 5 Italia's Got Talent, ma nel mese di ottobre 2012 il direttore di Rai Intrattenimento Giancarlo Leone annuncia che l'inizio della trasmissione sarà posticipato a data da destinarsi, ma poi il programma sarà annullato. A febbraio 2013 diventa invece uno dei coach, insieme a Noemi, Piero Pelù e Riccardo Cocciante, nel programma The Voice of Italy, talent show musicale di Rai 2, condotto da Fabio Troiano e Carolina Di Domenico. Il 16 luglio 2013 pubblica il singolo dance Replay, che anticipa il suo nuovo album, a diciassette anni di distanza dal suo ultimo disco di inediti, dal titolo Replay (The Album).
L'album viene pubblicato il 19 novembre 2013, accompagnato dal secondo singolo estratto Cha cha ciao. Sempre nello stesso anno interpreta sé stessa nel cine-panettone Colpi di fortuna per la regia di Neri Parenti. Nel 2014 partecipa di nuovo a The Voice of Italy, sempre nelle vesti di coach, affiancata da Piero Pelù, Noemi e il rapper J-Ax (che sostituì Riccardo Cocciante). Anche i conduttori del programma cambiano: Fabio Troiano e Carolina Di Domenico vennero sostituiti da Federico Russo e Valentina Correani. A febbraio dello stesso anno è ospite alla prima serata del Festival di Sanremo, in cui si esibisce in un medley di canzoni del suo ultimo album, raggiungendo il picco di ascolti della puntata (e secondo in assoluto) con uno share del 55,36%.
Nella stagione televisiva 2014-2015 torna su Rai 1 con un nuovo talent-show, chiamato Forte forte forte, che riprende il titolo di una delle canzoni più note della stessa Carrà (anche questa remixata da Bob Sinclar con il titolo Forte), in onda in prima serata ogni venerdì dal 16 gennaio al 13 marzo 2015. Sulla scia della trasmissione viene pubblicata la quinta raccolta ufficiale dell'artista, con molte rarità pubblicate in francese, inglese, tedesco, greco e spagnolo dal titolo Forte forte forte - Hits & Rarities.
A partire dal 24 febbraio 2016 torna come coach nel programma di Rai 2 The Voice of Italy affiancata da Emis Killa, Max Pezzali e Dolcenera; durante la puntata finale annuncia che lascia definitivamente il programma. Il 19 dicembre 2016 conduce con successo il gala dei 60 anni (Gala 60 años juntos) della TVE, la televisione pubblica spagnola. Nell'estate 2017 diventa produttrice musicale (mantenendo la promessa fatta in diretta nella semifinale della precedente edizione di The voice of Italy) per uno dei suoi concorrenti, Samuel Pietrasanta.
Nello stesso periodo le viene assegnato il premio World Pride Award che la proclama ambasciatrice dell'amore in occasione dell'inizio del World Pride 2017, svoltosi a Madrid.
Il 13 ottobre 2018 viene insignita dell'onorificenza di Dama all'Ordine al merito civile dall'ambasciatore spagnolo in Italia, Alfonso Dastis, per conto del re di Spagna Felipe VI.
Il 30 novembre 2018 esce l'album natalizio Ogni volta che è Natale, che rappresenta il grande ritorno discografico dell'artista a distanza di cinque anni dal suo ultimo lavoro in studio (Replay - The Album) e il ritorno in televisione dopo due anni di assenza, come ospite di Fabio Fazio a Che tempo che fa e da Carlo Conti a Un Natale d'Oro Zecchino. Nell'album è presente un brano inedito, Chi l'ha detto, in rotazione radiofonica dal 16 novembre e su YouTube dal 23 novembre, con il video ufficiale della canzone, annunciato da lei stessa sul suo account ufficiale di Twitter.
Il 13 febbraio 2019 è la modella per il numero di Vanity Fair, il primo del nuovo corso.
Nella primavera 2019 torna in televisione per condurre un programma d'interviste a noti personaggi dello spettacolo, della cultura e dello sport, tra i quali Sophia Loren, Riccardo Muti, Paolo Sorrentino e Renato Zero, dal titolo A raccontare comincia tu, ispirato al programma spagnolo Mi casa es la tuya, in onda nella prima serata del giovedì su Rai 3 per sei settimane, dal 4 aprile al 9 maggio. A seguito del successo ottenuto, il programma viene confermato con un nuovo ciclo di quattro puntate, in onda dal 24 ottobre al 14 novembre. Il 17 novembre 2019 la Carrà rilascia un'altra intervista al programma Che tempo che fa, su Rai 2.

### Anni 2020

#### Gli ultimi progetti e uscite pubbliche
Nell'ottobre 2020 esce nei cinema spagnoli il film Ballo ballo, con la regia di Nacho Álvarez, basato sulle canzoni della Carrà, la quale è presente anche in un cameo. Dal 25 gennaio 2021 il film è disponibile in streaming nella versione italiana.
All'ultima apparizione televisiva, il 17 novembre 2019 a Che tempo che fa, seguiranno solo poche apparizioni. L'ultima intervista rilasciata alla stampa è stata nel dicembre 2020 per la rivista Sette. Un'altra apparizione in Italia, seppure al telefono, è in collegamento, il 28 dicembre 2020, con La vita in diretta su Rai 1. Seguono un'intervista radiofonica in Spagna, il 17 dicembre, a La tarde suena bien, e un'ultima intervista alla radio italo-britannica London One Radio il 1º febbraio 2021.

#### La malattia, la morte, le esequie e i numerosi omaggi

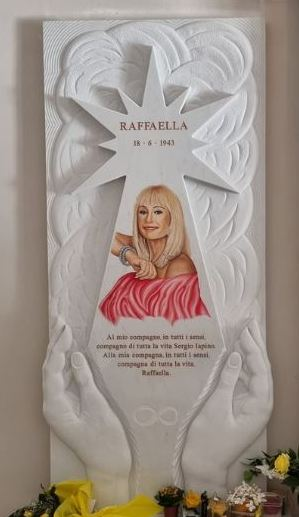
Lapide commemorativa di Raffaella Carrà nella chiesa del cimitero comunale di Porto Santo Stefano

Nel maggio del 2020 le viene diagnosticato un tumore ai polmoni, malattia che la Carrà decide di affrontare nel massimo riserbo. Nonostante le cure a cui viene sottoposta, si spegne a Roma presso la Clinica del Rosario, alle 16:20 del 5 luglio 2021, all'età di 78 anni. L'annuncio della scomparsa viene dato dall'ex compagno Sergio Japino.
Due giorni dopo, il 7, si svolge il corteo funebre, che tocca alcuni dei luoghi simbolo della sua carriera e che vede moltissime persone renderle omaggio: dopo la partenza dalla casa dell'artista in via Nemea 21, il carro funebre fa una prima sosta all'Auditorium Rai del Foro Italico, in cui per anni era andato in onda Carràmba! Che sorpresa. La salma continua il suo percorso effettuando un'altra tappa presso gli studi di via Teulada 66, in cui la Carrà aveva esordito nel 1961 a fianco di Lelio Luttazzi con la trasmissione Tempo di danza e da dove negli anni ottanta era andato in onda Pronto Raffaella?. Il corteo continua il suo tragitto fermandosi anche presso il Teatro delle Vittorie, sede di tanti programmi Rai tra cui Milleluci, che aveva visto Raffaella Carrà accanto alla cantante Mina e dove la showgirl aveva condotto in coppia con Corrado due edizioni di Canzonissima: quella del 1970 e quella del 1971. Proprio al Teatro delle Vittorie era stata realizzata, in compagnia di Fiorello, la prima puntata dell’ultimo show condotto dalla Carrà, A raccontare comincia tu. Dopo un'ultima sosta alla sede Rai di viale Mazzini, la salma della soubrette arriva presso la sala della Protomoteca del Campidoglio, dove viene allestita la camera ardente.
La sera del giorno precedente, prima della semifinale degli Europei 2020 tra Italia e Spagna, durante il riscaldamento della nazionale, dal Wembley Stadium di Londra viene diffusa una delle più celebri canzoni della Carrà, A far l'amore comincia tu: la richiesta dell'inserimento della canzone nella playlist del riscaldamento delle nazionali è stata fatta dalla stessa FIGC alla UEFA per rendere omaggio alla cantante e presentatrice molto stimata anche nel paese iberico.
In un'intervista la cantante dichiarò di aver vinto 22 dischi d'oro e 22 dischi di platino anche se secondo i documenti e le immagini provenienti da tutto il mondo sembra che ci siano molti altri riconoscimenti (compresi quelli che si sono aggiunti nel tempo).
I funerali si svolgono il 9 luglio nella basilica di Santa Maria in Aracoeli e vanno in onda in diretta televisiva su Rai 1. La salma della Carrà viene cremata secondo la sua espressa volontà e le ceneri portate il 5 agosto a Porto Santo Stefano, nella chiesa di Santo Stefano Protomartire e il 5 settembre a San Giovanni Rotondo, nel santuario di San Pio da Pietrelcina, di cui la showgirl era devota. Le sue ceneri sono conservate nella chiesa del cimitero comunale di Porto Santo Stefano, destinazione definitiva scelta dalla stessa Raffaella.

## Vita privata

Raffaella Carrà in compagnia di Sergio Japino in una foto degli anni ottanta

Raffaella Carrà è stata legata per un lungo periodo al regista televisivo Gianni Boncompagni, autore dei suoi maggiori successi musicali, e per un altrettanto lungo periodo con il coreografo e regista Sergio Japino. In gioventù intraprese altre relazioni sentimentali, per 8 anni con il calciatore della Juventus (squadra della quale la Carrà era tifosa) Gino Stacchini e con il cantante Little Tony. Venne corteggiata da Frank Sinatra, con il quale divise il set del film Il colonnello Von Ryan. Con Boncompagni e Japino ha continuato a collaborare durante tutto il corso della sua carriera, nonostante le rispettive relazioni fossero terminate. Non ha mai avuto figli; ha però adottato a distanza vari bambini, sparsi in più continenti. Il tema delle adozioni a distanza, a lei molto caro, la spinse appunto a condurre, nel 2004, uno speciale alla TV spagnola chiamato Contigo e, successivamente in Italia, Amore, programma televisivo del 2006.
Raffaella Carrà era molto legata a Monte Argentario, in particolare a Porto Santo Stefano, dove ha posseduto una residenza per lungo tempo. La villa a Cala Piccola è stata fonte d'ispirazione per molte sue trasmissioni, perfino per il titolo del programma televisivo Carràmba! Che sorpresa.

## Impatto culturale e filantropia

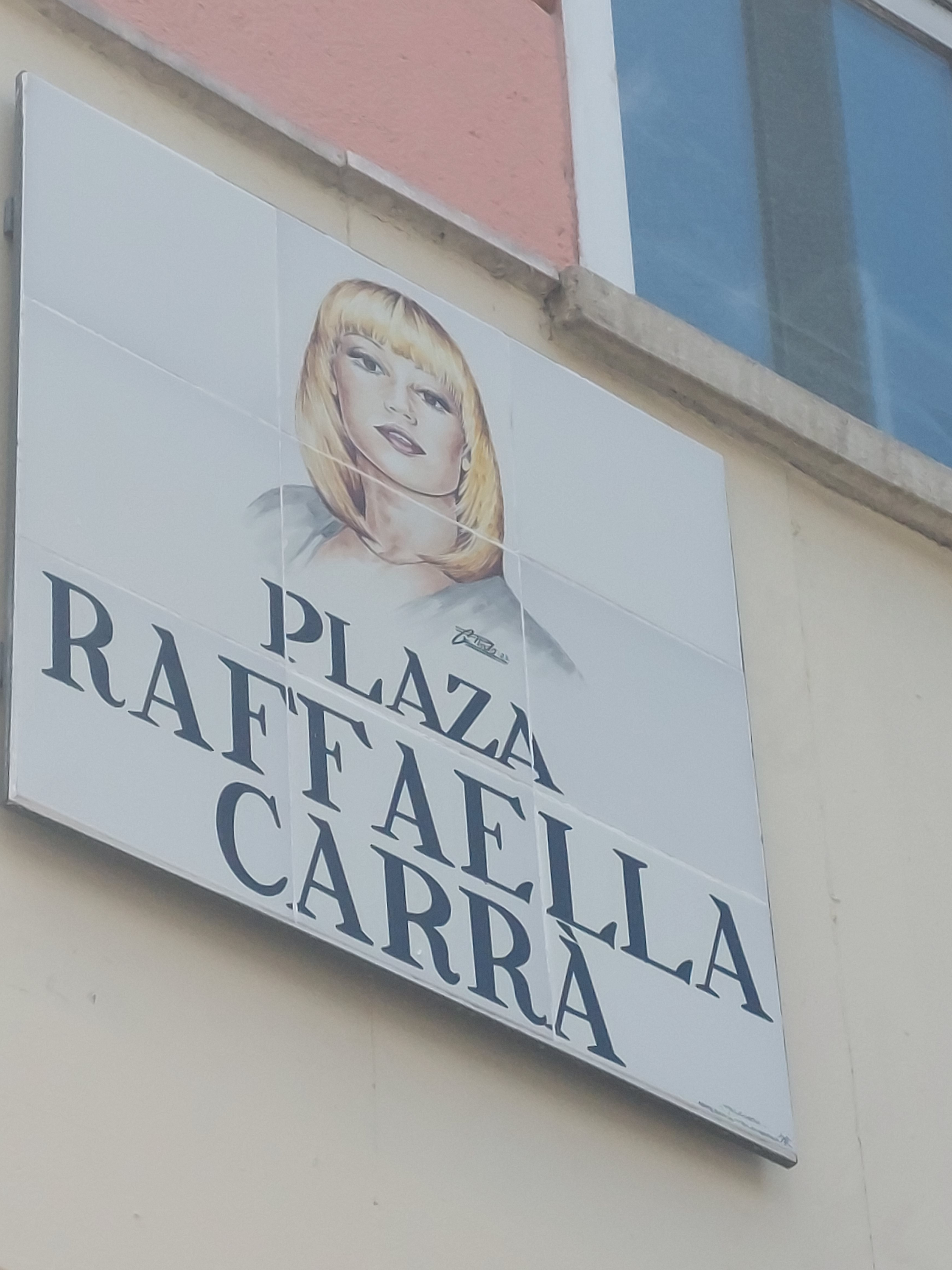
Plaza Raffaella Carrà a Madrid, piazza a lei dedicata dopo la sua morte

Raffaella Carrà è stata elogiata nel corso della sua carriera per il suo impatto nella pop culture e nell'industria dell'intrattenimento, venendo paragonata a Donna Summer, Barbara Walters e Ann-Margret. Vogue España ha definito l'artista un «fenomeno intergenerazionale, di portata sociale e culturale, destinato a essere ricordato per sempre», mentre The Guardian l'ha considerata la «pop star che ha insegnato all'Europa la gioia del sesso».

### Libertà della donna in televisione
Il 13 novembre 1971, durante la conduzione di Canzonissima, si esibisce nel suo nuovo singolo Tuca tuca indossando un vestito che mostra l'ombelico. Tale evento rese Carrà la prima donna a mostrarlo sulla televisione pubblica italiana, destando numerose polemiche e critiche da parte dei partiti conservatori e dei cattolici. In un'intervista rilasciata a Sette, edito dal Corriere della Sera, Raffaella Carrà ha raccontato la volontà di portare il brano in televisione e di come il brano venne criticato e tolto dai palinsesti della RAI:
(Raffaella Carrà)
Nella televisione spagnola, Carrà è considerata tra i pionieri della libertà di espressione dopo la dittatura franchista, in quanto l'artista apparve nei palinsesti televisivi nel 1976, un anno dopo la morte di Francisco Franco.

### Icona pop e di moda
Lo stile e la presenza scenica della Carrà sono stati elogiati dalla critica, diventando negli anni un'icona della moda e della cultura popolare. Il tratto distintivo che ha reso Carrà iconica è stato individuato da molti giornalisti nel suo taglio di capelli a caschetto color platino, venendo paragonata alle scelte di immagine adottate per Marilyn Monroe.
Vogue España definì gli abiti della Carrà «visionari» e di «trasgressione controllata» all'epoca in cui li indossava, come «nuove forme espressive che si opponevano apertamente ai canoni consolidati del dominio patriarcale, in un tipo di empowerment catodico fino ad allora impensabile». Grazia ha sottolineato che l'artista sia stata «una promotrice di unicità; […] che ha reso la moda più libera». Harper's Bazaar ha definito gli abiti della cantante «strabilianti e moderni» che configurano in «un'immagine nitida e capace di destare stupore e curiosità».
Con Mina e Patty Pravo, Carrà è considerata una delle pioniere dello stile camp, tanto da essere citata all'Anna Wintour Costume Center, ala del Metropolitan Museum of Art, durante la mostra della primavera 2019 di Alessandro Michele direttore creativo di Gucci. Nel 2023 nel corso del Festival di Sanremo è stata allestita la mostra A far la moda comincia tu!, presso il Forte Santa Tecla, composta da trentacinque abiti indossati dall'artista nel corso dei programmi televisivi in RAI.

### Omaggi
- Compare nel decimo episodio della quarta stagione della serie televisiva Doctor Who (Midnight), in una scena televisiva del 1978 della trasmissione Top Of The Pop mentre canta Do It, Do It Again (versione inglese di A far l'amore comincia tu). La scena venne mostrata in una navicella per mostrare ai viaggiatori le cose più apprezzate del Pianeta Terra.
- Tiziano Ferro le ha dedicato la canzone E Raffaella è mia.
- Madonna, durante il MDNA Tour del 2012, ha ballato il Tuca tuca.[87]
- Nel luglio del 2018 è stata allestita a Cinecittà una mostra con moltissimi abiti di scena che indossò nella sua lunga carriera.
- La Sony Music ha premiato Raffaella Carrà con un premio discografico. Consegnato da Fabio Fazio e Luciana Littizzetto durante la puntata del 2 dicembre 2018 di Che tempo che fa.

#### Omaggi postumi
- Il Consiglio Comunale di Madrid il 14 luglio 2021 ha deliberato l'intitolazione di una piazza alla sua memoria che si trova tra i numeri 43 e 45 di Calle de Fuencarral.[88] L'inaugurazione di Plaza Raffaella Carrà è avvenuta il 6 luglio 2022.
- Il Comune di Bologna il 7 dicembre ha installato delle luminarie con le sue canzoni e delle sue figure nella centralissima via d'Azeglio.[89]
- Il lungomare di Bellaria-Igea Marina, città in cui la soubrette è cresciuta, è stato intitolato alla Carrà.[90] L'inaugurazione avviene il 5 luglio 2022 a un anno esatto dalla scomparsa dell'artista.
- Forno, frazione di Massa, ha intitolato una piazza a Raffaella Carrà.[91]
- L'artista italiano Tvboy ha realizzato a Barcellona un murale raffigurante Raffaella. L'artista ha poi ricostruito il murale in seguito a un attacco vandalico con scritte omofobe.[92] In collegamento con la trasmissione Pomeriggio Cinque, che ha lanciato un appello affinché il murale venisse ripulito, l'artista ha annunciato di volerne realizzare uno anche a Milano.[93] Intanto ne è stato realizzato uno a Roma, vicino al Colosseo, anch'esso vandalizzato ma poi realizzato nuovamente.[94]
- Il comune di Monte Argentario il 3 settembre 2021 ha conferito la cittadinanza onoraria a Raffaella Carrà e intestato alla memoria dell'artista il parco giochi prospiciente il porto di Porto Santo Stefano.[95]
- Tra settembre e ottobre 2021, ad Avellino, alla galleria AXRT Contemporary Gallery, la mostra "Raffaella - uno stile di vita" di Chiara Samugheo (fotografa di Raffaella) propone molti scatti, anche inediti, degli anni settanta a Raffaella. A tale mostra è legato un libro-catalogo fotografico.[96]
- Dopo la sua scomparsa, Raffaella ha vinto quattro ulteriori dischi d'oro: uno per il brano Tanti auguri, uno per la raccolta I miei successi, uno per il brano Pedro (1980), uno per Ballo Ballo (1999 vers.), per il brano A Far L'Amore Comincia Tu, per il remix di Pedro in molte nazioni europee.
- A novembre 2021 è andata in scena, al Teatro Sala Umberto di Roma, la nuova edizione dello spettacolo teatrale Fiesta di Fabio Canino in occasione del ventennale.[97]
- Da fine luglio 2021 è in edicola il libro fotografico Raffaella - storia di un'italiana, che vede una collaborazione tra Oggi e il Corriere della sera.[98]
- Poche settimane dopo la scomparsa di Raffaella, molte importanti riviste come Vinile, Raropiù, TV Sorrisi e Canzoni, Oggi, Gente, Domani, Chi (nell'inserto Icone), ecc. hanno realizzato numeri speciali dedicati a Raffaella.
- Il terzo episodio del programma Drag Race Italia (2022) è dedicato a Raffaella Carrà con il titolo "Raffaella, una di noi".
- La sera successiva alla sua scomparsa, prima della semifinale del campionato europeo di calcio 2020 tra Italia e Spagna, durante il riscaldamento della nazionale, al Wembley Stadium di Londra è stata diffusa una delle più celebri canzoni della Carrà, A far l'amore comincia tu: la richiesta dell'inserimento della canzone nella playlist del riscaldamento delle nazionali era stata fatta dalla stessa FIGC alla UEFA per rendere omaggio alla cantante e presentatrice molto stimata anche nel paese iberico.
- Raffaella Carrà è stata omaggiata al Festival di Venezia con il premio "Sorriso diverso Venice Award", assegnato alla carriera cinematografica di Raffaella e ritirato il 9 settembre da Sergio Japino.[99]
- Il giorno della scomparsa di Raffaella, dopo uno speciale di Techetechete', è stata trasmessa in prima serata su Rai 1 la replica della prima puntata di Carràmba! Che sorpresa (datata 21 dicembre 1995), la quale ha totalizzato 2 600 000 telespettatori con uno share del 13,8%.[100] Dal martedì successivo, per quattro settimane, sono in onda alcune puntate speciali con il meglio di una singola edizione di Carràmba (una delle quali è stata preceduta da un video-mix in omaggio a Raffaella, realizzato da Adriano Celentano).[101]
- Rai 1 ha mandato in onda diversi speciali di Techetechete' dedicati a Raffaella. Nel 2021: 5 luglio, nel giorno della scomparsa: Tutti pazzi per Raffaella; il 9 luglio Raffaella, il 10 luglio Raffaella per sempre, il 5 agosto a un mese dalla sua scomparsa Raffaella & Friends ed il 5 settembre, a due mesi dalla scomparsa, Raffaella Forte forte forte. Nel 2022, ad un anno esatto dalla scomparsa, viene realizzato un ulteriore speciale intitolato Raffaella amore mio, puntata che viene replicata anche in occasione del secondo anniversario della scomparsa di Raffaellà Carrà, il 5 luglio 2023. Il 17 giugno 2023, il giorno prima della data in cui la Carrà avrebbe compiuto 80 anni, è stata trasmesso lo speciale Mitica Raffaella.
- Canale 5 ha omaggiato Raffaella nella seconda serata del 5 luglio con uno speciale del TG5. Nei giorni seguenti, Rete 4 ha mandato in onda speciali dal titolo Appuntamento con Raffaella Carrà, Ieri e oggi in tv - W Raffaella, TV story superstar.
- Il 5 settembre, a due mesi dalla sua scomparsa, dopo la messa in onda dello speciale Techetechete', Rai 1 ha ricordato Raffaella trasmettendo in prima visione il film Ballo Ballo, co-produzione spagnola (titolo originale: Explota Explota), film ispirato ai suoi successi musicali e che la vede presente in un cameo (una delle sue ultime apparizioni).
- Rai 3 ha replicato diverse puntate dell'ultimo lavoro della soubrette, A raccontare comincia tu. L'ultima puntata del Talk è stata replicata nella seconda serata del giorno della scomparsa di Raffaella. Invece, altre puntate sono state replicate il giovedì in prima serata, fino a metà agosto. La messa in onda della prima puntata replicata in prima serata (giovedì 8 luglio) è stata preceduta da uno speciale di Blob dedicato a Raffaella (che la aveva già omaggiata con uno speciale il 5 luglio e con uno speciale Raffantastica in onda in due parti - preserale e seconda serata - il 6 gennaio 2022 un giorno dopo i 5 mesi dalla scomparsa di Raffaella) e da una puntata speciale di Che tempo che fa con il meglio delle interviste rilasciate dalla Carrà nel programma di Fabio Fazio (programma nel quale è apparsa, televisivamente, per l'ultima volta, il 17 novembre 2019).
- Nel mese di agosto, Mediaset Extra ha replicato, il lunedì in prima serata, le migliori puntate del Raffaella Carrà Show; in seconda serata Il principe azzurro.[102]
- Rai 1 ha trasmesso in diretta, il 7 luglio, il corteo funebre di Raffaella. Invece i funerali, il 9 luglio, sono stati trasmessi in diretta da Rai 1, Rete 4 e TGcom24.[103]
- La messa in occasione del passaggio dell'urna di Raffaella a San Giovanni Rotondo da San Pio, è stata trasmessa in diretta da Tele Radio Padre Pio, stazione radio-TV che la Carrà aveva inaugurato. Il concerto per pianoforte e tromba in suo omaggio, realizzato il 5 settembre 2021, è stato trasmesso su tale rete l'11 settembre 2021 in seconda serata.[104] Dinanzi alla sede dell'emittente è stata affissa una lapide in sua memoria il 4 settembre, in occasione del passaggio delle ceneri della soubrette, come da sua espressa volontà, a San Giovanni Rotondo.
- A L'anno che verrà, nella notte di San Silvestro tra il 2021 e il 2022, Cristiano Malgioglio ha omaggiato Raffaella Carrà cantando una nuova versione del brano Forte forte forte, inciso dalla soubrette nel 1976 e da egli scritto. La cover è contenuta nell'album di Malgioglio “Malo”. Quando, nel 2022, Malgioglio ha condotto su Rai 2 "Mi casa es tu casa", nuova versione dell'ultimo lavoro televisivo della Carrà: "A Raccontare comincia tu", la sigla, cantata da Malgioglio con il gruppo spagnolo Varry Brava, è un omaggio alla Carrà dal titolo "Raffaella"
- Il 24 giugno del 2022 va in scena lo Spettacolo di Danza "RAFFAELLA - Uno Stile di vita" a Teramo con la partecipazione di Cristiano Malgioglio, Angelo Perrone, Gianni Belfiore, Marinetta Saglio, Salvo Guercio e Sergio Iapino. Per la direzione artistica del M° Massimiliano Lanti.
- Durante il Festival di Sanremo 2022 Raffaella è stata omaggiata attraverso l'esibizione di balletti provenienti dal Musical Ballo Ballo in arrivo nei teatri nel 2023, coordinati dal coreografo Laccio e supervisionati dal compagno di lunga data Sergio Japino. Sempre durante il Festival, nella serata delle cover, Tananai, insieme a Rosa Chemical, ha omaggiato Raffaella esibendosi con il brano Comincia tu, cover della più celebre A far l'amore comincia tu.
- Raffaella è stata ricordata anche nel corso della prima serata dell'Eurovision Song Contest 2022, organizzato a Torino: a presentare l'omaggio è stata Laura Pausini, conduttrice dell'evento insieme a Mika e Alessandro Cattelan; durante l'interval act, infatti, è stato diffuso un piccolo frammento di Fiesta, una delle canzoni di maggior successo della Carrà. Raffaella, infatti, si era spesa in prima persona affinché l'Italia ritornasse in gara all'Eurovision, ritorno concretizzatosi nel 2011 dopo 13 anni di assenza.
- Dopo aver ristampato un numero speciale di 100 pagine dedicato a Raffaella nel mese di luglio, la rivista Grand Hotel, da gennaio 2022, ha ripubblicato il fotoromanzo a puntate del 1972 Le chiavi d'oro, con Raffaella Carrà, Mino Reitano e Mike Bongiorno.
- Al Benidorm Fest 2022, manifestazione canora che aveva il compito di scegliere il rappresentante spagnolo all'Eurovision Song Contest, il gruppo musicale Varry Brava ha presentato il brano Raffaella, omaggio alla Carrà, arrivato tra i finalisti e classificatosi sesto nella classifica finale.[105]
- Nella primavera del 2022 viene pubblicata una biografia artistica completa e dettagliata "Raffaella Carrà. Una leggenda in tre minuti" di Antimo Verde, basata su un articolato e capillare lavoro di ricerca effettuato dall'autore che si esaurisce in pochi giorni dalla sua uscita.
- Nel novembre 2021 è uscito il libro di Marina Visentin ‘Raffasofia’, libro che racconta la filosofia di vita e la libertà espresse dalla Carrà. Nel giugno 2022 il libro viene editato in Spagna. Un ulteriore volume a lei dedicato, scritto da Paolo Armelli, intitolato ‘L’arte di essere Raffaella Carrà’, è stato pubblicato nel giugno 2022 e verrà editato in Spagna nel novembre successivo. Nell’estate dello stesso anno viene realizzato l’audiolibro in cui il volume è letto da Michela Arseni ed è disponibile su Audible. Altri volumi dedicati a Raffaella, e pubblicati tra il 2022 e il 2024, sono "Leggenda in tre minuti" (una seconda edizione con copertina leggermente differente e aggiornato con più notizie e curiosità) di Antimo Verde e "Raffaellà Carrà la ragazza perfetta" di Adriana Pannitteri, giornalista del TG1 che ha anche curato, nel luglio 2022, uno speciale TG1 dedicato a Raffaella (e replicato nel luglio 2023 a due anni dalla scomparsa dell'artista).
- Il 5 luglio 2022, in occasione del primo anniversario della sua scomparsa, lo storico Centro di produzione Rai di via Teulada a Roma è stato a lei intitolato.
- Nell'ottobre 2022, Poste italiane ha emesso un francobollo dedicato alla Carrà.
- A febbraio 2023 si tenne una mostra a Sanremo con 35 abiti simbolo della sua carriera. L'evento è stato promosso anche durante una puntata del Festival di Sanremo 2023.
- Nel 2023 l'Istituto Poligrafico e Zecca di Stato ha emesso una moneta da 5 euro in onore di Raffaella.
- Il 14 giugno 2023 viene trasmessa una sua gigantografia nel maxi schermo nella piazza di Times Square a New York, essendo scelta da Spotify come ambassador per Spotify Equal.
- Il 29 settembre 2023 debutta al teatro Donizetti di Bergamo l'opera lirica Raffa in the Sky, fantaopera in due atti dedicata a Raffaella Carrà. Libretto di Renata Ciaravino e Alberto Mattioli da un’idea di Francesco Micheli, musica di Lamberto Curtoni, con Chiara Dello Iacovo nel ruolo di Raffaella Carrà, trasmessa in diretta da Rai 5.[106]
- Il 4 ottobre 2023 si è tenuto un concerto in suo onore a Buenos Aires nella via-museo Caminito, con vari artisti tra cui Natalia Oreiro, Marisol Otero e Alejandra Radano.
- Raffaella è stata celebrata anche da Elodie, che durante il tour Elodie Show 2023 cantando A far l’amore comincia tu in numerose tappe. Elodie inoltre durante il varietà Da grande ha celebrato Raffaella con un medley ( A far l'amore comincia tu, Tanti Auguri, Pedro, Tuca Tuca).
- Durante il Festival Sanremo 2024, Bob Sinclar (ospite) ha suonato A Far L'Amore.
- Il 10 marzo 2024 è stato inaugurato il nuovo parco dedicato alla cantante a Borgo Virgilio.
- Il 17 marzo 2024 è stata inaugurata Piazza Raffaella Carrà a Monterastelli, prima città in Italia ad aver dedicato una piazza alla cantante.
- Il 9 aprile è in una puntata di BellaMa' completamente dedicata a Raffaella Carrà, con il titolo "Tutti cantano e ballano Raffaella Carrà".
- Il 4 maggio le è stata intitolata la nuova pista ciclabile a Turriaco, che intreccia le precedenti dedicate a Mia Martini, Fabrizio De Andrè, Giorgio Gaber e Luigi Tenco.
- Il 13 giugno il comune di Forlì ha dedicato a Raffaella Carrà il festival di Caterina Sforza (evento annuale), tenuto al Teatro Diego Fabbri
- Il 20 giugno è stata organizzata una serata di dischi in vinile a Dublino (Irlanda) dedicata a Raffaella Carrà e intitolata Carrambata! Open Call!. L'evento è stato organizzato dall'Istituto italiano di cultura di Dublino e da Nowhere Music.[107]
- Nel dicembre 2024, in diretta su Rai1, è svelato un murale realizzato dall'artista Piskv, dedicato a Raffaella Carrà, su una facciata del Centro di produzione Rai di via Teulada, 66 a Roma.[108]

### Supporto alla comunità LGBTQ+, femminismo e politica
Raffaella Carrà ha supportato la comunità LGBT+ nel corso della propria vita, sostenendone i diritti e promuovendone l'immagine attraverso i canali televisivi, venendo considerata un'icona della comunità. Nel 2017 è stata premiata con il World Pride Madrid come icona gay spagnola.
L'artista era favorevole all'adozione per i single, come dichiarato in un'intervista a Massimo Gramellini nel 2017, mentre in merito all'adozione per le coppie omogenitoriali nella stessa intervista si dichiarò combattuta. Nel corso degli anni si è espressa a favore dei movimenti femministi.
Raffaella Carrà non si schierò mai politicamente con l'eccezione dell'intervista al settimanale spagnolo Interviù del giugno 1976. Qui dichiarò di aver votato il PCI alle elezioni politiche del 1976, ma divenne celebre il titolo dell'intervista "Raffaella Carrà: «Siempre voto comunista»", che nel mondo di lingua spagnola fece associare la diva al comunismo. Nel 2020, in un'intervista a El Mundo dove si chiedeva dell'intervista del 1977 precisò: «Mi considero una persona di sinistra a modo mio. Mi sono sempre sentita in colpa. Per tutta la vita sono stata dalla parte dei lavoratori, delle persone che lottano, perché io stessa ho lavorato moltissimo.»

## Stile musicale
Lo stile di Raffaella Carrà è un pop che si è votato a un formato più ballabile con l'esplosione della disco music della metà degli anni settanta. È anche un'interprete di brani disco rock, glam rock e rock secondo Demented Burrocacao, giornalista di Rolling Stone Italia ed Esquire Italia. Marcy Donelson, autrice della sua biografia per AllMusic, afferma che è un'artista dance pop e autrice di LP disco ed Europop; il sito la classifica inoltre tra gli artisti del pop latino e di altri stili di musica leggera.
Raffaella Carrà è ricordata per i suoi testi allusivi e che trattano temi inerenti alla libertà sessuale. I suoi successi «esprimono nuovi significati sociali da condividere, proponendo attraverso un testo musicale un nuovo senso comune. In equilibrio tra sex appeal, ironia e dolcezza, le sue canzoni erano genuinamente scandalose, perché insegnavano il libero arbitrio di donne e uomini tra le lenzuola; solleticavano il piacere sessuale rendendolo, però, accettabile.»

## Discografia

### Album in studio
- 1971 – Raffaella
- 1971 – Raffaella Carrà
- 1973 – Scatola a sorpresa
- 1974 – Milleluci
- 1974 – Felicità tà tà
- 1976 – Forte forte forte
- 1977 – Fiesta
- 1978 – Raffaella
- 1979 – Applauso
- 1980 – Mi spendo tutto
- 1981 – Raffaella Carrà
- 1982 – Raffaella Carrà 82
- 1983 – Fatalità
- 1984 – Bolero
- 1985 – Fidati!
- 1986 – Curiosità
- 1988 – Raffaella
- 1990 – Inviato speciale
- 1991 – Raffaella Carrà
- 1993 – Hola Raffaella
- 1996 – Carramba che rumba!
- 1999 – Fiesta - I grandi successi
- 2013 – Replay - The Album
- 2018 – Ogni volta che è Natale

### Album dal vivo
- 1972 – Raffaella... Senzarespiro

### Raccolte Ufficiali
- 1999 – Tutto Carrà
- 2007 – Raffica Carrà
- 2008 – Raffica - Balletti & Duetti
- 2015 – Forte forte forte - Hits & Rarities
- 2022 – Joy

## Tournée
- 1972/73 – Senzarespiro
- 1974/75 – Show Raffa 75
- 1976/78 – Forte Forte Forte Show
- 1978 – Raffaella Carrà Show
- 1979/80 – Applauso
- 1981 – Carrà Año 2000
- 1982 – The Raffaella Carrà Show
- 1983 – Fantastico Show

## Partecipazioni a Festival musicali
- Un disco per l'estate 1971
- Un disco per l'estate 1972
- Un disco per l'estate 1973
- Un disco per l'estate 1975
- Benidorm Fest '76 (Spagna) (tenne un suo concerto del tour Forte Forte Forte Show)[121]
- Festival de Mallorca '78 (Spagna) (con i brani Fiesta e Hay que venir al sur)
- 8th Annual Tokyo Music Festival 1979 (Giappone) (con il brano Drin Drin)
- Saint Vincent estate '79 (con il brano E salutala per me)
- Festival di Viña del Mar 1982 (Cile)
- Festival di Sanremo 1983 (ospite con i brani Ahi e Soli sulla luna)
- Superclassifica Show 1983 (con il brano Soli sulla luna)
- Azzurro 1983 (con il brano Soli sulla luna)
- Festival di Sanremo 2014 (ospite) (con i brani Fun Fun Fun e Cha cha ciao)

## Filmografia

### Attrice

#### Cinema
- Tormento del passato, regia di Mario Bonnard (1952)
- Valeria ragazza poco seria, regia di Guido Malatesta (1958)
- Europa di notte, regia di Alessandro Blasetti (1959)
- Caterina Sforza, la leonessa di Romagna, regia di Giorgio Walter Chili (1959)
- La lunga notte del '43, regia di Florestano Vancini (1960)
- La furia dei barbari, regia di Guido Malatesta (1960)
- Il peccato degli anni verdi, regia di Leopoldo Trieste (1960)
- Maciste nella terra dei ciclopi, regia di Antonio Leonviola (1961)
- 5 marines per 100 ragazze, regia di Mario Mattoli (1961)
- Maciste l'uomo più forte del mondo, regia di Antonio Leonviola (1961)
- Ulisse contro Ercole, regia di Mario Caiano (1962)
- Ponzio Pilato, regia di Gian Paolo Callegari (1962)
- Giulio Cesare, il conquistatore delle Gallie, regia di Tanio Boccia (1962)
- I Don Giovanni della Costa Azzurra, regia di Vittorio Sala (1962)
- L'ombra di Zorro, regia di Joaquín Luis Romero Marchent (1962)
- Il terrorista, regia di Gianfranco De Bosio (1963)
- I compagni, regia di Mario Monicelli (1963)
- Dopo il buio, regia di Roberto Faenza (1964) - cortometraggio
- L'amore e la chance, episodio La fortuna si chiama Lucky, regia di Charles L. Bitsch (1964)
- La Celestina P... R..., regia di Carlo Lizzani (1965)
- Il colonnello Von Ryan (Von Ryan's Express), regia di Mark Robson (1965)
- Rose rosse per Angelica, regia di Steno (1966)
- Il vostro superagente Flit, regia di Mariano Laurenti (1966)
- Il Santo prende la mira (Le Saint prend l'affût), regia di Christian-Jaque (1966)
- 7 eroiche carogne (Comando al infierno), regia di José Luis Merino (1969)
- Professione bigamo, regia di Franz Antel (1969)
- Il caso "Venere privata", regia di Yves Boisset (1970)
- Barbara, regia di Gino Landi (1980)
- "FF.SS." - Cioè: "...che mi hai portato a fare sopra a Posillipo se non mi vuoi più bene?", regia di Renzo Arbore (1983)
- Colpi di fortuna, regia di Neri Parenti (2013)
- Ballo ballo (Explota Explota), regia di Nacho Álvarez (2020) - cameo
- Raffa - docu-film dedicato a Raffaella Carrà, regia di Daniele Luchetti (2023)

#### Televisione
- Vivere insieme, episodio La figlia dell'oca bianca (Programma Nazionale, trasmessa il 25 marzo 1964)
- I grandi camaleonti, regia di Edmo Fenoglio (Programma Nazionale, 1964)
- Lo stagno del diavolo, regia di Guglielmo Morandi (Programma Nazionale, 1965)
- Scaramouche, regia di Daniele D'Anza (Programma Nazionale, 1965)
- Le spie (I Spy) - serie TV, episodio 2x03 (1966)
- Idillio Villereccio, regia di Vittorio Barino (TSI, 1968)
- Un'ora d'amore (di Josef Topol) (TSI, 1969)
- Arsenio Lupin, episodio La donna dai due sorrisi, regia di Marcello Baldi (Première chaîne, 1971) - accreditata come Raffaela Carra
- Ekeines... ki ego - un episodio (sitcom greca, Yened, 1977)
- Mamma per caso, regia di Sergio Martino (Rai 1, 1997)

#### Prosa televisiva Rai
- Tutto per bene di Luigi Pirandello, regia di Anton Giulio Majano, trasmessa il 3 marzo 1967.
- Del vento fra i rami del sassofrasso di René de Obaldia, regia di Sandro Bolchi, trasmessa il 2 settembre 1967.
- Processo di famiglia di Diego Fabbri, regia di José Quaglio, trasmessa il 29 giugno 1968.
- La giacca stregata di Dino Buzzati, trasmessa il 26 settembre 1969.
- Il sorriso della Gioconda, regia di Enrico Colosimo, trasmessa il 16 dicembre 1969.

## Teatro
- Un giallo Romano (1960)[122]
- Il seduttore di Diego Fabbri, regia di Josè Quagliò (1965)
- Ciao, Rudy, regia di Garinei e Giovannini (1966)
- Del vento tra i rami del sassofrasso di René de Obaldia, regia di Sandro Bolchi (1966)
- Processo di famiglia di Diego Fabbri, regia di Josè Quagliò (1967)
- Non sparate al reverendo di Faele e Franco Torti, regia di Erminio Macario (1967)

## Programmi televisivi

### In Italia
- Il paroliere questo sconosciuto (Secondo Programma, 1962-1963)
- Musica Hotel (Secondo Programma, 1963)
- Incontro con la New Vaudeville Band (Programma Nazionale, 31 ottobre 1967)
- Tempo di samba (Secondo Programma, 7 gennaio 1968)
- Vedettes d'America (Secondo Programma, 1968)[123]
- Io, Agata e tu (Programma Nazionale, 1970)
- Canzonissima (Programma Nazionale, 1970-1972, 1974-1975)
  -  Canzonissima - Lotteria Italia (Programma Nazionale, 1971-1972, 1975) 
  -  Canzonissima 1970 (Programma Nazionale) 
  -  Canzonissima 1971 (Programma Nazionale) 
  -  Canzonissima Anteprima (Programma Nazionale, 1974) 
  -  Canzonissima 1974 (Programma Nazionale)
- Milleluci (Programma Nazionale, 1974)
- Ma che sera (Rete 1, 1978)
  - Raffaella Show (Speciale "Ma che sera") (Rete 1, 1978)
- Applauso (Tv private, 1979)
- Millemilioni (Rete 2, 1981)
- Fantastico (Rete 1, 1982-1983; Rai 1, 1991-1992)
  -  Fantastico - Lotteria Italia (Rete 1, 1983; Rai 1, 1992)
- Magic Night (Rete 1, 1983)
- Speciale Tg1 - Elezioni politiche (Rete 1, 1983)
- Pronto, Raffaella? (Rai 1, 1983-1985)
- Buonasera Raffaella (Rai 1, 1985-1986)
  -  Dietro le quinte di un varietà (Il meglio di Buonasera Raffaella) (Rai 1, 1986) 
  -  Sfogliando le pagine di un varietà (Il meglio di Buonasera Raffaella) (Rai 1, 1986)
- Domenica in (Rai 1, 1986-1987)
- Raffaella Carrà Show (Canale 5, 1988)
  -  Benvenuta Raffaella (Canale 5, 1987) 
  -  Pubblico e privato del Raffaella Carrà Show (Canale 5, 1988)
- Il principe azzurro (Canale 5, 1989)
  -  Il principe di Raffaella (Speciale) (Canale 5, 1989)
- Raffaella Venerdì, Sabato e Domenica - Ricomincio da due (Rai 2, 1990)
- Raffaella Venerdì, Sabato e Domenica - ...E saranno famosi (Rai 2, 1990)
- Uno, due, tre...Rai - Vela d'oro '90 (Rai 1, 1990)
- Weekend con Raffaella Carrà - Ricomincio da due (Rai 2, 1990-1991)
  - Fuori onda (Rai 2, 1990-1991)
  - Bellissimo Beautiful (Rai 2, 1990)
- Gran Premio Internazionale dello Spettacolo (Canale 5, 1991, 2000, 2004)
- Un Disco Per L'Estate 1991 (Rai 1, 1991)
- Cuando Calienta El Sol (Rai 1, 1991)
- Anteprima UmbriaFiction TV (Rai 2, 1992)
- La parola ai bambini - Pronto, Raffaella? (Rai 1, 1992)
- Sevilla sogna (Rai 1, 1992)
- Carràmba! Che sorpresa (Rai 1, 1995-1998, 2002)
  -  Anteprima di Carràmba! Che sorpresa (Rai 1, 1996) 
  -  Carràmba - Speciale Lotteria Italia (Rai 1, 1997, 1999-2001, 2009) 
  -  Carràmba! Che fortuna (Rai 1, 1998-2001, 2008-2009)
- Tutti in una notte (Rai 1, 1996, 1998)
- 40 minuti con Raffaella (Rai 1, 1996-1997)
- Centoventitré (Rai 1, 1998-1999)
- I Fantastici di Raffaella (Rai 1, 1999)
- Festival di Sanremo (Rai 1, 2001)
  -  Perchè Sanremo è Sanremo (Rai 1, 2001) 
  -  Dopo il festival tutti da me (Rai 1, 2001)
- Padre Pio - L'uomo che si innamorò di Dio (Rai 1, 2002)
- Sogni (Rai 1, 2004)
- Amore (Rai 1, 2006)
- Eurovision Song Contest (Rai 5, Rai 2, 2011) Commentatrice
- The Voice of Italy (Rai 2, 2013-2014, 2016) Coach
  -  The Voice Of Italy (Rai 2, 2013) (prima edizione) 
  -  The Voice Of Italy (Rai 2, 2014) (seconda edizione) 
  -  The Voice Of Italy (Rai 2, 2016) (quarta edizione)
- Forte Forte Forte (Rai 1, 2015) Giudice
- A raccontare comincia tu (Rai 3, 2019)

### All'estero
- La hora de... Raffaella Carrà (Primer Programa, 1976) - Spagna
- Ραφαέλλα Καρρά Σώου (ERT1, 1977) - Grecia
- Raffaella Carrà Show (TRT, 1977) - Turchia
- Raffaella Carrà Especial (Canal 13, 1978) - Argentina
- La Gran Noche De Raffaella Carrà (Canalvolver, 1978) - Argentina
- Noche De Gigantes (Canal 13, 1978) - Cile
- Raffaella Carrà Show (TSI 1, 1979) - Svizzera
- Музыкально из Италии (Musicalmente Dall'Italia) (TSS, 1979) - Unione Sovietica
- El Show De Raffaella Carrà (Canal 13, 1979) - Cile
- ¿Quién es Raffaella Carrà? (ATC, 1980) - Argentina
- Rafaella Carrà (Canal 13, 1980) - Cile
- Millemilioni (Rete 2, ATC, Canal 13, ITC, TSS) - Italia, Argentina, Messico, Regno Unito, Unione Sovietica
- En Escena Rafaella Carrà (TVPerù, 1981) - Perù
- Carrà VS Carrà (Venevisión, 1981) - Venezuela
- El Show De Raffaella Carrà (TVN, 1981) - Cile
- Raffaella Carrà En Acapulco (Canal 5, 1982) - Messico
- Fantastica Raffaella (ATC, 1982) - Argentina
- Buonasera Raffaella (Rai Corporation, 1985) - Stati Uniti, Canada
- Raffaella Carrà Show (TV3, 1988) - Spagna
- La fiesta del Mediterraneo (TVE 1, 1991) - Spagna
- Sevilla sueña (TVE 1, 1992) - Spagna
- ¡Hola Raffaella! (TVE 1, 1992-1994) - Spagna
- A las 8 con Raffaella (TVE 1, 1993-1994) - Spagna
- En casa con Raffaella (Telecinco, 1995) -Spagna
- Campanadas de fin de año (TVE 1, 1997-1998) - Spagna
- Contigo (TVE 1, 2004) - Spagna
- Raffaella Hoy (Canal 13, 2005) - Argentina
- Salvemos Eurovision (La 1, 2008) - Spagna
- Europasión (La 1, 2008) - Spagna
- Salvemos Eurovision con Chikilicuatre (La 1, 2008) - Spagna
- Saturday Night Live (Cuatro, 2009) - Spagna
- 60 años juntos (La 1, La 2, 2016) - Spagna

### Autrice
- Carràmba! Che sorpresa (Rai 1, 1995-1998, 2002)
- Carràmba! Che fortuna (Rai 1, 1998-2000, 2008-2009)
- Furore (Rai 2, 1997-2001, 2003, 2017)
- Navigator (Rai 1, 1999)
- Segreti e bugie (Rai 1, 1999)
- Il gran concerto (Rai 3, 2008-2011)
- Forte forte forte (Rai 1, 2015)

## Documentari
- 1999 - Chi C'è... C'è Speciale Raffaella Carrà (Rete 4, condotto da Silvana Giacomini)
- 2005 - Panarama (Perù)
- 2008 - Varietà Speciale Raffaella Carrà (Rai 1, 10 agosto 2008)
- 2013 - Donne nel mito: Raffaella Carrà
- 2021 - Tutti i colori di Raffa (Rai, 6 luglio 2021, 7 puntate)
- 2021 - Storie della tv (Rai Storia, puntata del 8 dicembre 2021)
- 2022 - Lazos de dangre (Spagna)
- 2023 - Raffa (Disney+)
- 2024 - La nostra Raffaella (Rai 1, 25 maggio 2024)
- 2024 - 30 x 70 Se dico donna... (Rai Play, puntata del 24 settembre 2024)

## Rubriche giornalistiche
- Nel 1984 tiene, per varie settimane, la rubrica Ditelo a Raffaella sul settimanale Gente in cui risponde alle lettere inviatole dai lettori del periodico.
- Tra il 1985 e il 1986 cura Gli incontri di Raffaella sul Radiocorriere TV in cui intervista personaggi di tutti i generi (Giulio Andreotti, Nilde Iotti, Enzo Biagi, Alberto Moravia, Franca Falcucci, Tina Anselmi, Claudio Signorile, Lelio Lagorio, Pier Luigi Romita, Uto Ughi, Marcella Bella, Roberto Benigni, Zbigniew Boniek, Giorgio Forattini).[124][125]

## Programmi radiofonici
- Raffaella col microfono a tracolla (Secondo Programma, 1969)[126]
- Week-end con Raffaella (Rai Radio 2, 1972)[127]
- Gran varietà (Rai Radio 2, 1972-1973, 1975-1976)
- Incontro con Raffaella Carrà (Rai Radio 2, 1979)
- Carràdio che sorpresa (Radio Italia, 1996)

## Pubblicità
- Campari
- Esselunga
- Costella per Cotonificio Cantoni
- Stereo 8 (1970-1971) per la RCA Italiana
- Agip (1971-1975) Caroselli
- Stock (1975-1977) Caroselli
- Wernercolror (1976) - Spagna
- Deodorante Mistral (1980) - Argentina
- Scavolini (1984-1987)
- Motta (1988)
- Banco Central Hispano (1993) - Spagna
- Parmigiano Reggiano (1995-1996) Telepromozione
- Dado STAR (1995-1996) Telepromozione
- Beghelli (1996-2000)
- Ferrero (1996-1998)
- Valleverde (1997-1999)
- Cepu (1998)
- Punto 187 Telecom Italia (1999)
- Omnitel (2000) Telepromozione
- Tecnocasa (2002)
- Danone - Danacol (2010-2012)
- TIM (2011)

## Calendari
- Calendario Vespa 1966
- Calendario Lambretta 1970

## Opere letterarie
- L'isola dell'incanto (1987, Arnoldo Mondadori Editore)
- Le ricette di Raffaella (1991, Arnoldo Mondadori Editore)
- Las recetas de Raffaella (1992)

## Riconoscimenti

### In Italia

#### Telegatti
- Telegatti 1974
- Telegatti 1976
- Telegatti 1979
- Telegatti 1983 (per Fantastico 3, come trasmissione dell'anno)
- Telegatti 1984 (come personaggio femminile dell'anno)
- Telegatti 1984 (per Pronto, Raffaella? come trasmissione dell'anno)
- Telegatti 1984 (per Fatalità come miglior sigla)
- Telegatti 1985 (per Pronto, Raffaella? come trasmissione dell'anno)
- Telegatti 1987 (per Domenica in come miglior Talk Show)
- Telegatti 1991 (come personaggio femminile dell'anno)
- Telegatti 1996 (per Carràmba! Che sorpresa come miglior varietà)
- Telegatti 1998 (come personaggio femminile dell'anno)
- Telegatti 1999 (per Carràmba! Che fortuna come miglior varietà)

#### Altri riconoscimenti
- Premio Spiga d'oro (1964)[128]
- Trottola d'oro (1966)
- Premio Primavera Coty (1966)
- Premio Riccione (1968)
- Walk of Fame di Montecatini Terme (1969)
- Maschera d'argento (1972)
- Premio Agrodolce (1972)
- Premio Disco Mare (1975 per il tour “Raffa ‘75”)
- Premio regia televisiva 1984 (come miglior personaggio femminile e per Pronto, Raffaella? come trasmissione dell'anno)
- Microfono d'argento (1986)
- Premio America Cristopher Columbus (ritirato il 18 ottobre 1987 nell'ambasciata italiana a Washington DC)
- Microfono d'argento (1989)
- TeleRatti 1996 (alla carriera)
- TeleRatti 1996 (Candidatura per il programma tv Carràmba! Che sorpresa)
- Premio Chianciano (Chianciano Terme)[129] (1999)
- Inquieto dell'anno (2006)[130]
- Premio simpatia (2007)[131]
- Premio Nazionale "Infanzia - Piccolo Plauto" (2010)[132]
- Premio Aerec (2010)[133]
- Premio Alberto Sordi (2012)[134]
- Premio Guzzo d'oro (Monte Argentario) (2013)[135]
- Premio TV - Premio regia televisiva 2014 (per The voice of Italy, ritirato da Piero Pelù e Noemi)
- Premio della Sony Music (consegnato da Fabio Fazio e Luciana Littizzetto durante una puntata di Che tempo che fa del 2 dicembre 2018)
- TV Talk Awards 2019 (per A raccontare comincia tu come Novità - programma d'intrattenimento)
- Sorriso diverso Venice Award (premio alla carriera ritirato da Sergio Japino il 9 settembre 2021 durante la 78ª Mostra internazionale d'arte cinematografica di Venezia)[136]
- Premio Evento Donna (ritirato da Sergio Japino nel maggio 2022)

### All'estero
- Premio Tokyo Music Festival 1979 (Giappone)
- Regina Del Festival di Viña Del Mar 1982 (Cile)
- TP de Oro 1992 (per ¡Hola Raffaella! come miglior varietà) (Spagna)
- TP de Oro 1993 (come miglior presentatrice) (Spagna)
- Premio World Pride 2017 (Spagna)

Raffaella Carrà è considerata un'importante icona gay, sia per la sua immagine, sia per la sua musica, spesso utilizzata durante i gay pride e le feste LGBT. Al riguardo, la Carrà ha ricevuto il premio di "icona gay mondiale" al World Pride di Madrid nel 2017.

## Onorificenze
Nonostante la grande popolarità e successo in tutto il mondo non ha mai ricevuto alcuna onorificenza in Patria. Famosissima e idolo di svariate generazioni, in Spagna nel 1985 ricevette la medaglia al merito civile da parte del re Juan Carlos. Inoltre, il 13 ottobre 2018 riceve dal re Filippo VI il massimo riconoscimento civile che un Capo di Stato può concedere: venne nominata "Dama al Orden del Mérito Civil" per quanto fatto nella sua carriera e per i successi raggiunti nel mondo dello spettacolo.

## Doppiatrici italiane
- Maria Pia Di Meo in Maciste l'uomo più forte del mondo, Ponzio Pilato, Giulio Cesare il conquistatore delle Gallie, Rose rosse per Angelica
- Miranda Bonansea in I dongiovanni della Costa Azzurra
- Flaminia Jandolo in Il colonnello Von Ryan
- Rita Savagnone in Arsenio Lupin